# Dekanat Giromagny et de Rougemont-le-Château
Dekanat Giromagny et de Rougemont-le-Château – jeden z 8 dekanatów rzymskokatolickiej diecezji Belfort-Montbéliard we Francji. 
Według stanu na listopad 2016 w skład dekanatu Giromagny et de Rougemont-le-Château wchodziło 4 parafie rzymskokatolickie, a dziekanem był wówczas père Xavier GRAVOZ.

## Lista parafii
Źródło:
| Lp. | Miejscowość          | Parafia                      | Grafika | Kościół                                       | Proboszcz          | Adres                                        |
| --- | -------------------- | ---------------------------- | ------- | --------------------------------------------- | ------------------ | -------------------------------------------- |
| 1   | Giromagny            | Parafia Świętej Rodziny      |         | Kościół Świętej Rodziny w Giromagny           | Daniel Jacquot     | 2 rue de l'église 90200 Giromagny            |
| 2   | Evette-Salbert       | Parafia św. Jana Chrzciciela |         | Kościół św. Jana Chrzciciela w Evette-Salbert | Augustin OUEDRAOGO | Rue de l'Église 90350 EVETTE-SALBERT         |
| 3   |                      | Parafia św. Magdaleny        |         | Kościół św. Magdaleny                         | Xavier Gravoz      |                                              |
| 4   | Rougemont le Chateau | Parafia św. Mikołaja         |         | Kościół św. Mikołaja w Rougemont le Chateau   | Xavier Gravoz      | 1 rue de Masevaux 90110 Rougemont le Chateau |